# San Mateo Sindihui
San Mateo Sindihui è un comune del Messico, situato nello stato di Oaxaca.